# Pont-Vieux de Carcassonne
Pour les articles homonymes, voir Pont Vieux.
Le Pont-Vieux est un pont sur l'Aude à Carcassonne.

## Historique
Le plus ancien document qui concerne le pont remonte à 1184. Roger Trencavel autorise les habitants de la ville à construire un nouveau pont à condition qu'ils en assurent le coût. Par son testament, en 1194, il ne conservait que le principe de son droit de péage qu'il limitait à un paiement annuel de deux mesures de froment. Ce pont, construit en une dizaine d'années, devait être en bois. Jacques-Alphonse Mahul a fait remarquer que le pont dont parle cet acte devait être le Pont du moulin du roi qui se trouvait sur l'ancien bras de l'Aude.

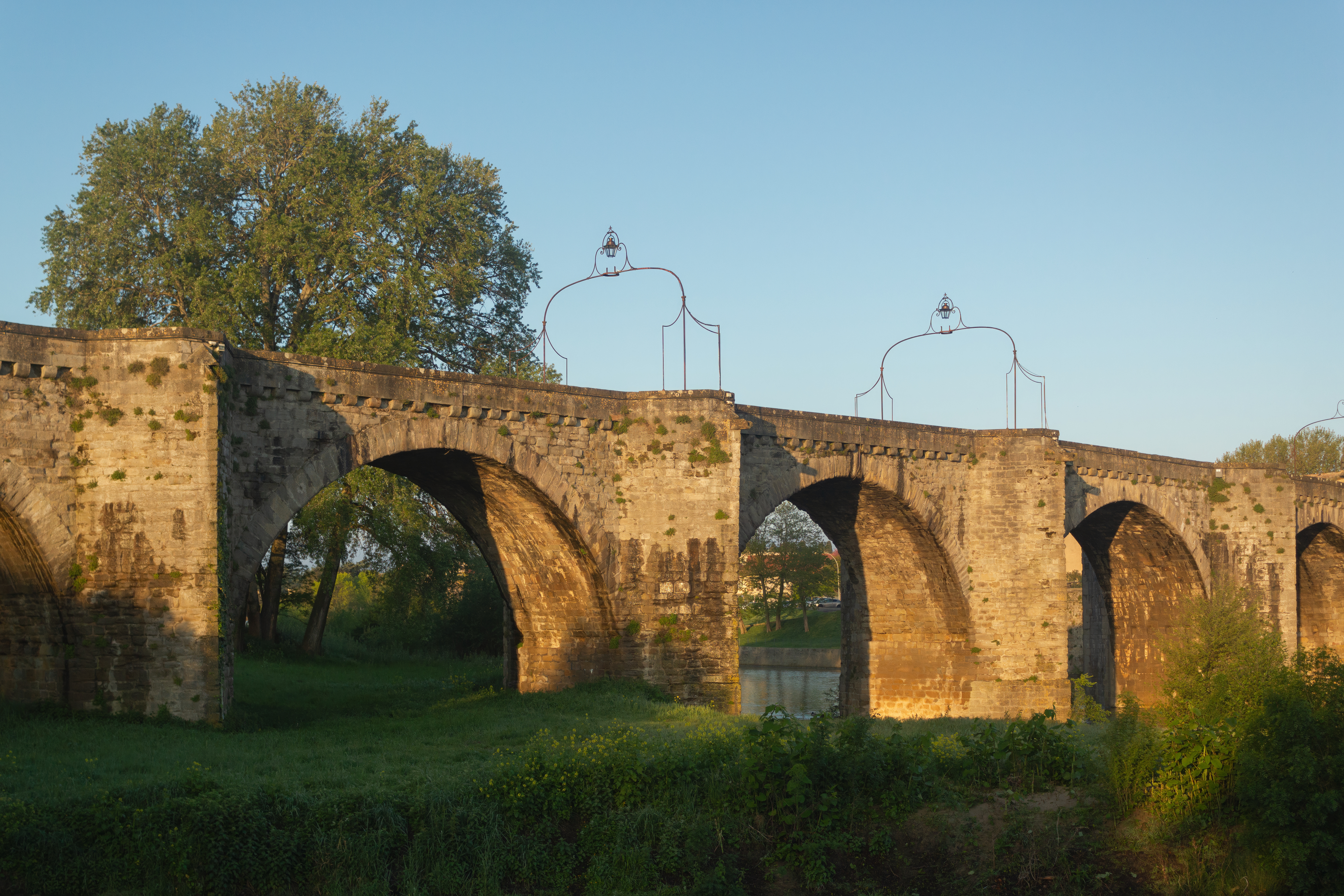
Détail des arches. Le pont est éclairé par des lampes décoratives.

La croisade des albigeois a dû entraîner la destruction de ce pont. Les habitants de Carcassonne reviennent après un exil de sept années. Le roi a fait détruire le bourg qui entourait les remparts, détourner l'Aude, et assainir les marécages. Louis IX a autorisé les habitants de construire la ville basse. Un nouveau pont est nécessaire. Au début du XIVe siècle, le roi autorise les habitants à construire un pont de pierre. Les travaux sont financés par un droit de barragium et de pavagium. C'est ce qui apparaît dans une lettre du roi Philippe V du 6 septembre 1318 où il autorise la perception au profit de la ville de Limoux pour édifier un pont de pierre... d'un droit...dans les mêmes conditions que cela a été fait il y a quelques années pour la ville de Carcassonne. Le pont-Neuf de Limoux a une certaine ressemblance avec celui de Carcassonne. Le pont de Carcassonne était en construction en 1315. Il était peut-être achevé vers 1320. Un acte daté de 1353 au profit de la maison de la Charité montre que le pont était achevé à cette date.
Le pont était à l'origine divisé en deux parties par un arc en pierre qui marqué la frontière entre la ville basse et la ville haute. Il a été probablement réparé au XIVe siècle.
Le pont a été plusieurs fois réparé. En 1456, deux arches se sont effondrées. En 1820, le pont a été restauré, remanié et quelque peu défiguré.
Le pont a été classé au titre des monuments historiques en 1926.

## Description

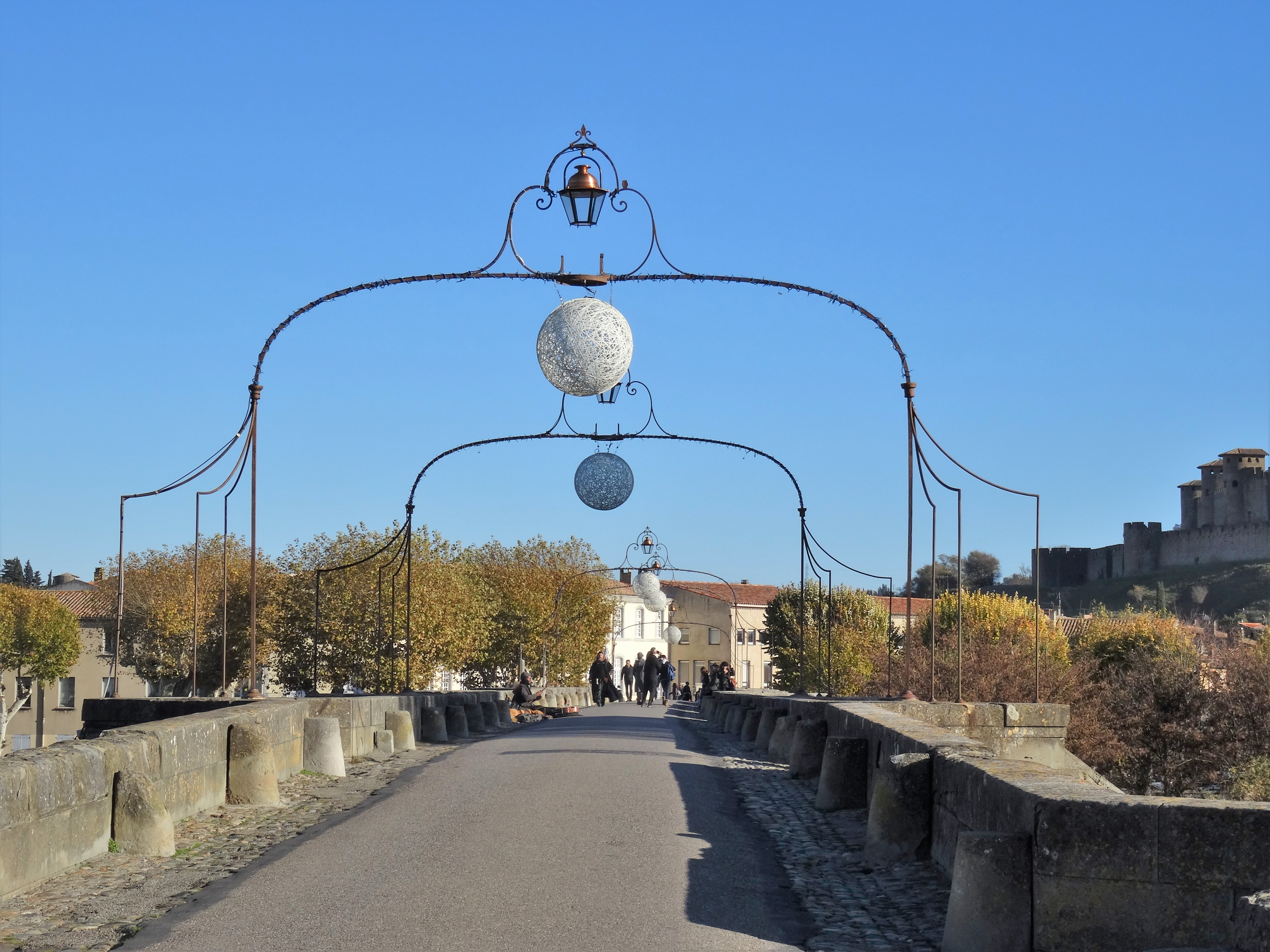
Depuis la Bastide de Carcassonne, le Pont-Vieux est le passage privilégié des piétons pour rejoindre la cité médiévale

Carcassonne a un alignement de trois ponts enjambant le fleuve Aude immédiatement en aval de L'Île : le Pont-Vieux, le Pont-Neuf et le pont de l'avenir. Le Pont-Vieux est celui le plus proche de la Cité médiévale ; au Moyen Âge, il était l'unique passage pour accéder à la Cité depuis la Ville basse. Il est aujourd'hui réservé aux piétons.
Il se compose de douze arches en plein cintre d'inégale longueur s'appuyant sur des piles munies d'avant et d'arrière becs à éperons aigus. Des refuges sont établis sur les becs. Sa longueur est de 225 mètres.
Les fleurs de lys, visibles sur les arches métalliques supportant l'éclairage, ont été installées sous la mandature du maire Charles de Fournas-Moussoulens.